# 郑邦

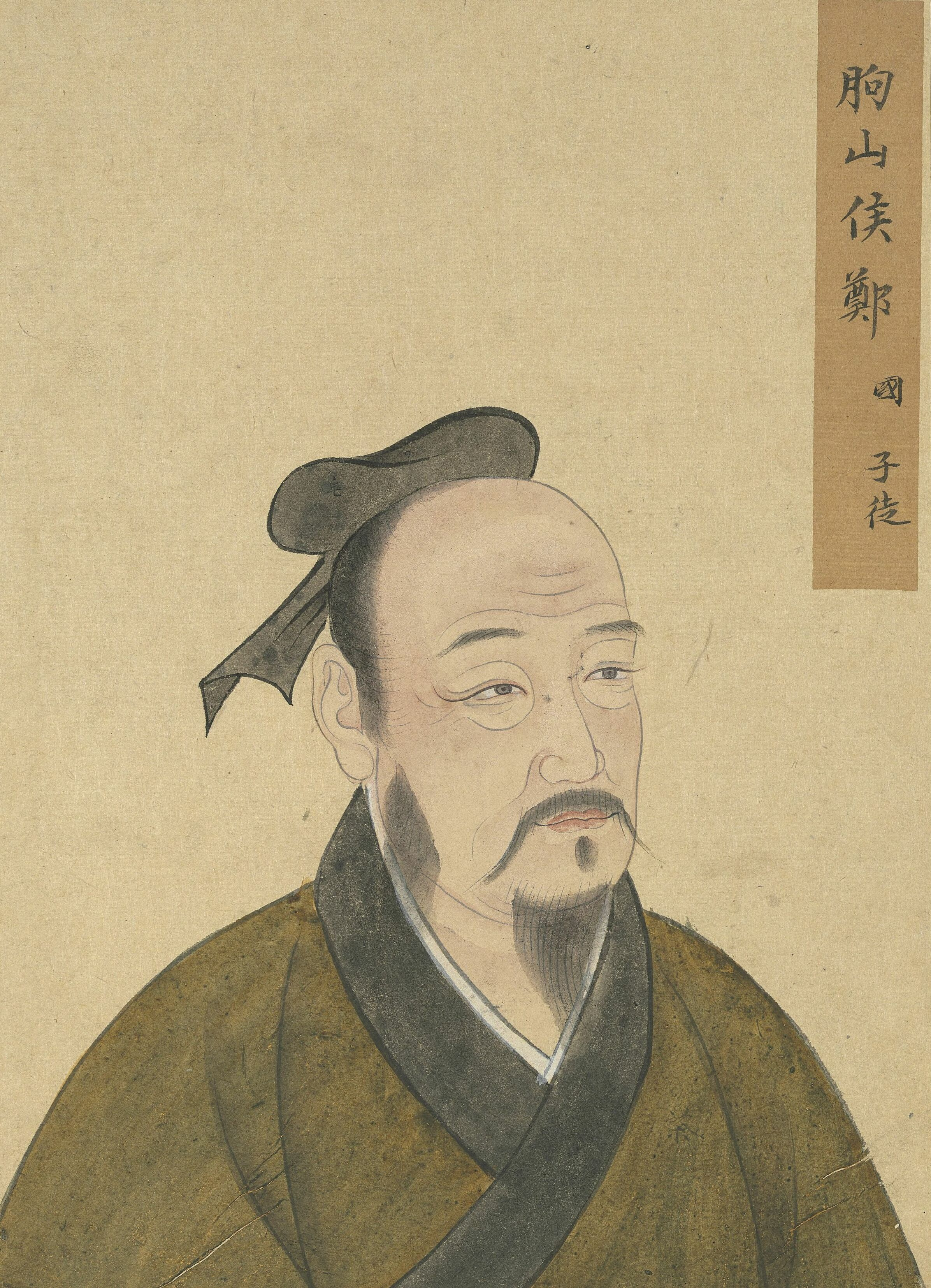
鄭國

郑邦（?—?），鲁国人，一说宋国人，字子徒。《史记》因避汉高祖讳而改其名为鄭国，《孔子家语》作薛邦，字子从，入孔门，为孔子七十二贤之十九。唐玄宗開元年间尊之为“滎陽伯”，宋真宗加封为“朐山侯”。明嘉靖九年改称“先贤郑子”。